# Xipotheca tecta
Xipotheca tecta är en ärtväxtart som först beskrevs av Carl Peter Thunberg, och fick sitt nu gällande namn av Anne Lise Schutte och B.-e.van Wyk. Xipotheca tecta ingår i släktet Xipotheca och familjen ärtväxter. Inga underarter finns listade i Catalogue of Life.